# Soquel
Soquel és una concentració de població designada pel cens dels Estats Units a l'estat de Califòrnia. Segons el cens del 2000 tenia 5.081 habitants.

## Demografia
Segons el cens del 2000, Soquel tenia 5.081 habitants, 2.043 habitatges, i 1.229 famílies. La densitat de població era de 1.816,5 habitants/km².
Dels 2.043 habitatges en un 32,8% hi vivien nens de menys de 18 anys, en un 41,1% hi vivien parelles casades, en un 14% dones solteres, i en un 39,8% no eren unitats familiars. En el 27,7% dels habitatges hi vivien persones soles el 8,7% de les quals corresponia a persones de 65 anys o més que vivien soles. El nombre mitjà de persones vivint en cada habitatge era de 2,47 i el nombre mitjà de persones que vivien en cada família era de 3,02.
Per edats la població es repartia de la següent manera: un 24,6% tenia menys de 18 anys, un 8,5% entre 18 i 24, un 32,3% entre 25 i 44, un 24,6% de 45 a 60 i un 10,1% 65 anys o més.
L'edat mediana era de 37 anys. Per cada 100 dones de 18 o més anys hi havia 83,5 homes.
La renda mediana per habitatge era de 55.230 $ i la renda mediana per família de 61.167 $. Els homes tenien una renda mediana de 48.750 $ mentre que les dones 32.721 $. La renda per capita de la població era de 28.360 $. Entorn del 6,5% de les famílies i el 7,6% de la població estaven per davall del llindar de pobresa.

## Poblacions properes
El següent diagrama mostra les poblacions més properes.